# Europamästerskapet i fotboll för damer 1989

Länder som deltog i EM 1989:
Vinnare
Tvåa
Trea
Fyra
Kvartsfinalist
Övriga deltagare

Europamästerskapet i fotboll för damer 1989, formellt European Competition for Women's Football, var en fotbollsturnering för damlandslag som hölls i Västtyskland mellan 28 juni och 2 juli 1989. Turneringen vanns av Västtyskland som besegrade Norge i finalen med 4–1.

## Kval
I kvalet deltog 17 nationer uppdelade på 4 grupper, en grupp med 5 lag (Grupp 4), övriga med 4 lag. Gruppettan och grupptvån från varje grupp gick vidare till en andra kvalomgång där gruppvinnarna fick möta tvåorna i direkt avgörande dubbelmöten.

### Kvalificerade lag
Italien

 Norge

 Sverige

 Västtyskland

## Slutspel
|  | Semifinal    | Semifinal |   |         | Final        | Final |  |
|  |              |           |   |         |              |       |  |
|  |              |           |   |         |              |       |  |
|  | Västtyskland | 1 (4)     |   |         |              |       |  |
|  | Italien      | 1 (3)     |   |         |              |       |  |
|  |              |           |   |         |              |       |  |
|  |              |           |   |         |              |       |  |
|  |              |           |   |         | Västtyskland | 4     |  |
|  |              | Norge     | 1 |         |              |       |  |
|  |              |           |   |         |              |       |  |
|  |              |           |   |         |              |       |  |
|  |              |           |   |         | Bronsmatch   |       |  |
|  |              |           |   |         |              |       |  |
|  | Sverige      | 1         |   | Italien | 1            |       |  |
|  | Norge        | 2         |   |         | Sverige      | 2     |  |

### Semifinaler
|       | 28 juni 1989 | Västtyskland                                                                                             | 0000 1 – 1 (e.fl.)               | Italien | Leimbachstadion                                   |                                                   |
| 16:00 | 16:00        | Silvia Neid 59′                                                                                          | (0 – 0) Rapport Uefa Rapport DFB | 72′ Elisabetta Vignotto                                                                                                 | Siegen Publik: 8 000 Domare: Brian Hill (England) | Siegen Publik: 8 000 Domare: Brian Hill (England) |
| 16:00 | 16:00        | |                                  | | Siegen Publik: 8 000 Domare: Brian Hill (England) | Siegen Publik: 8 000 Domare: Brian Hill (England) |
| 16:00 | 16:00        | Frauke Kuhlmann Roswitha Bindl Doris Fitschen Angelika Fehrmann Petra Landers Martina Voss Marion Isbert | Straffsparksläggning 4 – 3       | Feriana Ferraguzz Antonella Carta Carolina Morace Elisabetta Vignotto Federica D'Astolfo Emma Iozzelli Adele Marsiletti | Siegen Publik: 8 000 Domare: Brian Hill (England) | Siegen Publik: 8 000 Domare: Brian Hill (England) |

|       | 28 juni 1989 | Sverige           | 1 – 2                             | Norge                             | Nattenbergstadion                                                  |                                                                    |
| 19:30 | 19:30        | Lena Videkull 54′ | (0 – 1) Rapport Uefa Rapport SvFF | 2′ Linda Medalen 53′ Sissel Grude | Lüdenscheid Publik: 3 000 Domare: Cornelius Bakker (Nederländerna) | Lüdenscheid Publik: 3 000 Domare: Cornelius Bakker (Nederländerna) |
| 19:30 | 19:30        |                   |                                   |                                   | Lüdenscheid Publik: 3 000 Domare: Cornelius Bakker (Nederländerna) | Lüdenscheid Publik: 3 000 Domare: Cornelius Bakker (Nederländerna) |
| 19:30 | 19:30        |                   |                                   |                                   | Lüdenscheid Publik: 3 000 Domare: Cornelius Bakker (Nederländerna) | Lüdenscheid Publik: 3 000 Domare: Cornelius Bakker (Nederländerna) |

### Bronsmatch
|       | 30 juni 1989 | Italien                | 0000 1 – 2 (e.fl.)                | Sverige                               | Stadion an der Bremer Brücke                                 |                                                              |
| 19:30 | 19:30        | Feriana Ferraguzzi 27′ | (1 – 1) Rapport Uefa Rapport SvFF | 43′ Pia Sundhage 93′ Helene Johansson | Osnabrück Publik: 2 500 Domare: Ivan Gregr (Tjeckoslovakien) | Osnabrück Publik: 2 500 Domare: Ivan Gregr (Tjeckoslovakien) |
| 19:30 | 19:30        |                        |                                   |                                       | Osnabrück Publik: 2 500 Domare: Ivan Gregr (Tjeckoslovakien) | Osnabrück Publik: 2 500 Domare: Ivan Gregr (Tjeckoslovakien) |
| 19:30 | 19:30        |                        |                                   |                                       | Osnabrück Publik: 2 500 Domare: Ivan Gregr (Tjeckoslovakien) | Osnabrück Publik: 2 500 Domare: Ivan Gregr (Tjeckoslovakien) |

### Final
|       | 2 juli 1989 | Västtyskland                                              | 4 – 1                            | Norge            | Stadion an der Bremer Brücke                                     |                                                                  |
| 11:00 | 11:00       | Ursula Lohn 22′, 36′ Heidi Mohr 44′ Angelika Fehrmann 75′ | (3 – 0) Rapport Uefa Rapport DFB | 53′ Sissel Grude | Osnabrück Publik: 22 000 Domare: Carlos Silva Valente (Portugal) | Osnabrück Publik: 22 000 Domare: Carlos Silva Valente (Portugal) |
| 11:00 | 11:00       |                                                           |                                  |                  | Osnabrück Publik: 22 000 Domare: Carlos Silva Valente (Portugal) | Osnabrück Publik: 22 000 Domare: Carlos Silva Valente (Portugal) |
| 11:00 | 11:00       |                                                           |                                  |                  | Osnabrück Publik: 22 000 Domare: Carlos Silva Valente (Portugal) | Osnabrück Publik: 22 000 Domare: Carlos Silva Valente (Portugal) |